# Uniwersytet Polski w Wilnie
Uniwersytet Polski w Wilnie – polski i polskojęzyczny uniwersytet założony w 1998 w Wilnie przy Stowarzyszeniu Naukowców Polaków Litwy z powodu pełnej lituanizacji Uniwersytetu Wileńskiego, współpracuje z Uniwersytetem w Białymstoku.